# João Maximiano Mafra
João Maximiano Mafra (Rio de Janeiro, 1823 - Rio de Janeiro, 1908) foi um artista plástico brasileiro.

## Biografia
Ingressou em 1835 na Academia Imperial de Belas-Artes, onde foi aluno de Manuel de Araújo Porto-Alegre. Participou nas Exposições Gerais de Belas Artes em 1842, 1843 (com a obra "Tomás Gonzaga no Cárcere"), 1845 (com "Morte de Sócrates"), 1846 e 1847, tendo nesta última recebido medalha de ouro.
É de sua autoria o projeto para a estátua equestre de D. Pedro I, cujas peças em bronze foram executadas em Paris, por Louis Rochet, vindo a ser inaugurado no Rio de Janeiro no dia 30 de março de 1862.
Exerceu o cargo de professor substituto de Pintura Histórica na Academia, obtido por concurso em 1851. A 12 de agosto de 1854 foi nomeado secretário da instituição, permanecendo nesse cargo até à sua aposentadoria em 1890. Em 1856 tornou-se professor efetivo de Desenho de Ornatos, disciplina que lecionou igualmente até 1890.
Faleceu cego aos 85 anos de idade. Ainda em 1907 esclareceu a Araújo Viana diversos detalhes relativos à obra "Coroação de Dom Pedro II", deixada inacabada por Araújo Porto-Alegre, e na qual colaborou, traçando-lhe a quadrícula e os primeiros esboços de perspectiva, e nela pintando, inclusive, duas cabeças.